# Euxoa deflavata
Euxoa deflavata är en fjärilsart som beskrevs av Feichtenberger 1962. Euxoa deflavata ingår i släktet Euxoa och familjen nattflyn. Inga underarter finns listade i Catalogue of Life.